# Французская федерация ледовых видов спорта
Французская федерация ледовых видов спорта (фр. Fédération française des sports de glace, FFSG) — французская федерация конькобежного спорта, шорт-трека, фигурного катания, бобслея, санного спорта, скелетона и кёрлинга, одобренная Международным союзом конькобежцев (ИСУ). Была создана в 1903 году. Федерация проводит формирует состав сборных, проводит национальные чемпионаты, например, чемпионат по фигурному катанию, и другие соревнования.

## История
Изначально федерация, называвшаяся «Союз французских федераций ледового спорта» (фр. L'Union des Fédérations Françaises des Sports de Glace, UFFSA), охватывала все дисциплины зимних видов спорта, за исключением лыжного. Затем охват сократился до семи дисциплин: фигурное катание, танцы на льду, конькобежный спорт, бобслей, кёрлинг и хоккей.
В 1920—1940-х годах выделились три автономные федерации — фигурного катания, хоккея и бобслея. Окончательно хоккей отделился в 2006 году во Французскую федерацию хоккея с шайбой (FFHG, Fédération Française de Hockey sur Glace).

## Президенты
| №  | Имя на русском языке   | Оригинал имени          | Срок       |
| -- | ---------------------- | ----------------------- | ---------- |
| 1  | Жорж Герар             | Georges Guérard         | 1941—1961  |
| 2  | Эдуар Лафонта          | Edouard Lafonta         | 1962—1963  |
| 3  | Филипп Потен           | Philippe Potin          | 1964—1967  |
| 4  | Жак Фавар              | Jacques Favart          | 1968—1969  |
| 5  | Антуан Фор             | Antoine Faure           | 1970—1971  |
| 6  | Джин Хекли             | Jean Heckly             | 1972—1980  |
| 7  | Пьер Курб-Мишолле      | Pierre Courbe-Michollet | 1980—1984  |
| 8  | Жан Ферран             | Jean Ferrand            | 1984—1990  |
| 9  | Бернар Гуа             | Bernard Goy             | 1990—1998  |
| 10 | Дидье Гайаге           | Didier Gailhaguet       | 1998—2004  |
| 11 | Норбер Турн            | Norbert Tourne          | 2004—2006  |
| 12 | Клод Анселе            | Claude Ancelet          | 2006—2007  |
| 13 | Дидье Гайаге           | Didier Gailhaguet       | 2007—2020  |
| 14 | Натали Пешала          | Nathalie Péchalat       | 2020—2022  |
| 15 | Гвенаэль Жигарель-Нури | Gwenaëlle Gigarel-Noury | 2022—н. в. |